# Bad Ramsach
Koordinaten: 47° 24′ 23,2″ N, 7° 52′ 19,5″ O; CH1903: 632717 / 250714
Das Hotel Bad Ramsach ist ein Kurhotel in Läufelfingen im Oberbaselbiet auf 740 m ü. M. in unmittelbarer Nähe des Wisenbergs in der Schweiz. Das Hotel «Bad Ramsach» hat drei eigene Wasserquellen, die seit dem 16. Jahrhundert bekannt sind.

## Geschichte

Zustand am 27. Mai 1953

Im Jahr 1530 wird erstmals ein Badhaus erwähnt. In der Mitte des 16. Jahrhunderts entschlossen sich die Brüder Hans und Michael Nebiker, das «Badhuss zu Ramsen» zu errichten. Das Bad stiess nicht nur auf positive Resonanz. Im Jahr 1611 verweigerte der Obervogt Oswald Wachter die erforderliche Bewilligung zur erneuten Öffnung des Bades im darauffolgenden Sommer. Als Begründung führte er an, dass das Beheizen des Bades zu viel Holz verbrauche, das an anderer Stelle dringend benötigt werde. Danach gab es viele Besitzerwechsel.
Im Jahr 1725 wurde das Bad öffentlich versteigert, Hans Bürgin und Joggi Möschinger erhielten das Haus für 3950 Pfund zugesprochen. Zwischen den Jahren 1752 und 1767 baute Franz Le Grand Bad Ramsach zu einem Herrensitz mit französischem Garten um. Nach ihm gab es wieder einige Besitzerwechsel, bis es im Jahr 1863 in den Besitz von Rudolf Jenny-Schmutz überging, in dessen Besitz es lange blieb. Im Jahr 1960 kaufte es Erhard Leuthardt-Wirz.

### Der Brand
Am 22. März 1966 brannte das Hotel. Am Nachmittag entdeckte eine Serviertochter einen Brand im Südtrakt. Die Feuerwehren aus den benachbarten Gemeinden konnten nicht verhindern, dass es fast bis auf die Grundmauern niederbrannte.
Nach dem Brand wurde das Hotel neu aufgebaut mit einer Bauzeit von fast zwei Jahren. Es entstand ein modernes Kurhotel mit über 50 Zimmern mit Balkon, Toiletten, Dusche und Radio. Zum Hotel gehörte ein Solebadbecken mit 19 Meter Länge und einer Breite von 10,5 Meter. Seit 2016 gehört das Hotel zur Gruppe der Balance-Hotels. Der Betreiber ist Hermann Mazotti.

## Quellbad
Das Hotel zeichnet sich durch eine über 500 Jahre alte Hausquelle aus, die Calcium-Sulfat-Mineralheilwasser liefert. Die Mineralquelle hat eine Schüttung von etwa 79 Litern pro Minute. Die Heilquelle entspringt am Nordwesthang des Wisenbergs, etwa 350 Meter vom Hotel entfernt. Für die heilende Mineralisation des Wassers ist das Mergel des Jura-Muschelkalkgesteins verantwortlich. Das Wasser enthält 1313 mg gelöste feste Stoffe pro Liter, darunter Calcium, Magnesium und Strontium, mit insgesamt 199,2 mval %, wobei Calcium vorherrscht. Sulfat macht 81,8 mval % und Hydrogencarbonat 17,2 mval % aus. Die Wassertemperatur beträgt 34 °C, und der permanente pH-Wert liegt bei mindestens 7.